# Eric Hyoun-Cheoul Kim

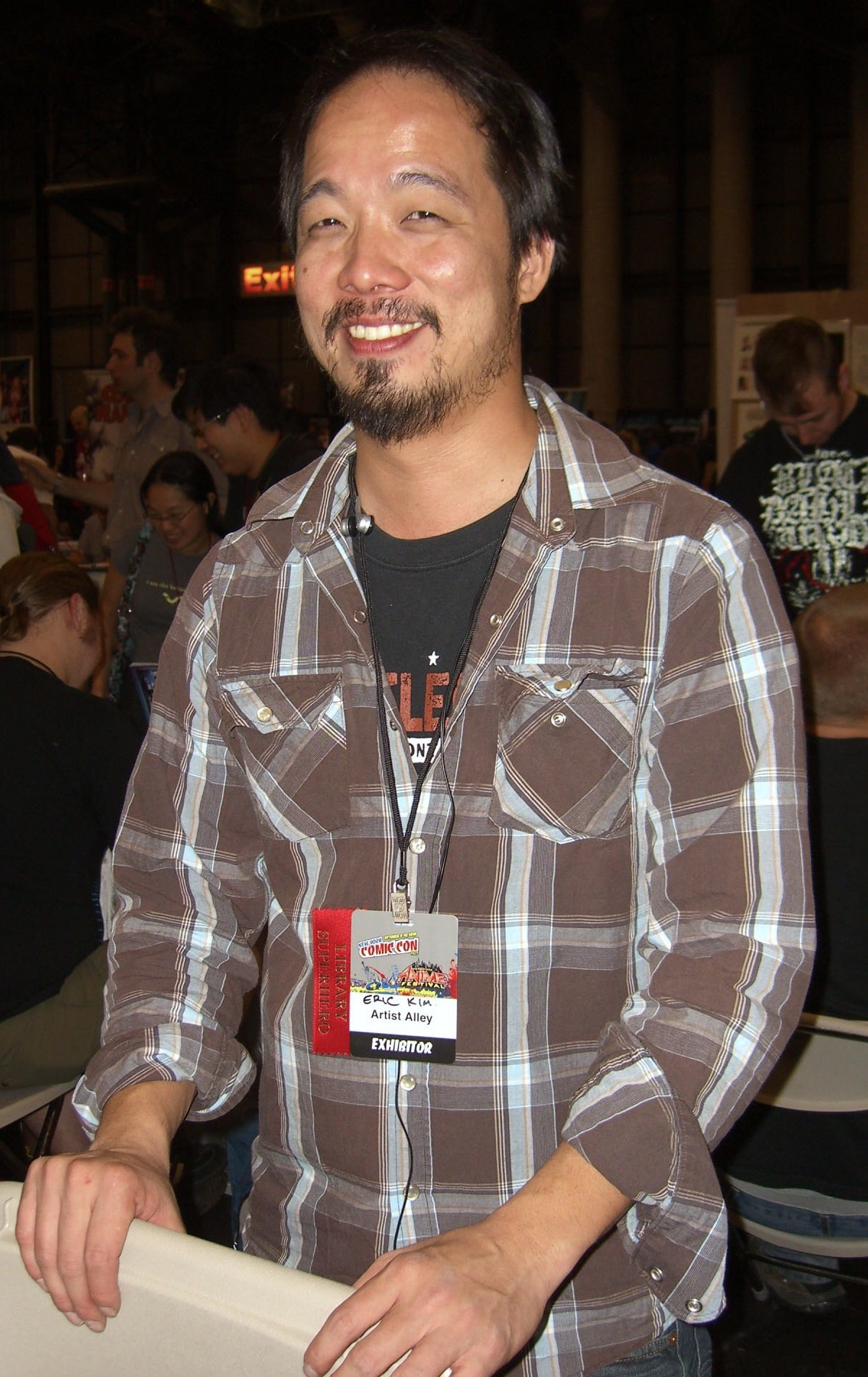
Eric Kim 2010

Eric Hyoun-Cheoul Kim (* 11. Januar 1977 in Bramalea, Kanada) ist ein kanadischer Comiczeichner.

## Ausbildung
Er wuchs in Toronto auf und zeigte schon früh eine Neigung zum Comiczeichnen. Nach der Highschool besuchte er das Sheridan College, wo er nach fünf Jahren das Programm für Grundlagen Kunst, das Programm für Interpretierende Illustration und nach beendetem Studium das Programm für Computeranimation abschloss.

## Frühe Arbeit
Seine Arbeit für die Unterhaltungsindustrie begann bei 4 Elements Studios in Montreal, wo er aber nicht lange blieb und nach Hause nach Toronto zurückkehrte. Er begann eine Karriere in Visual Effects bei Mr. X FX und arbeitete an Filmen wie Cube 2: Hypercube und Blizzard, TV-Produktionen wie Veritas und Anonymous Rex, wie auch an einigen Storyboards.

## Durchbruch im Comicgeschäft
Er traf J. Torres 2003 beim Toronto Comics Arts Festival, mit dem er den Comic Love As A Foreign Language bei Oni Press entwickelte und ihn bis zum Abschluss illustrierte. Er arbeitete außerdem freiberuflich für Dynamic Forces, Udon Entertainment und die Marvel Entertainment Group, genauso wie an einigen Fantasie- und Rollenspielen. Er produziert auch einen Webcomic, betitelt mit Battle Academy.

## Bibliographie
- Love As A Foreign Language Vol. 1 mit J. Torres – Oni Press, ISBN 1-932664-06-8
- Love As A Foreign Language Vol. 2 mit J. Torres – Oni Press, ISBN 1-932664-15-7
- Love As A Foreign Language Vol. 3 mit J. Torres – Oni Press, ISBN 1-932664-18-1
- Love As A Foreign Language Vol. 4 mit J. Torres – Oni Press, ISBN 1-932664-19-X
- Love As A Foreign Language Vol. 5 mit J. Torres – Oni Press, ISBN 1-932664-394
- Love As A Foreign Language Vol. 6 mit J. Torres – Oni Press, ISBN 1-932664-40-8
- Love As A Foreign Language Omnibus 1 mit J. Torres – Oni Press, ISBN 1-932664-41-6